# Saint-Jean-sur-Richelieu
Saint-Jean-sur-Richelieu è una città del Canada, nella regione di Montérégie della provincia del Québec. È bagnata dal fiume Richelieu.
Questa cittadina ha dato i natali ai piloti di Formula 1 Gilles Villeneuve e suo figlio Jacques ed al wrestler Kevin Owens.